# 亞吉德涅 (切爾尼戈夫區)
51°20′53″N 31°16′45″E / 51.34806°N 31.27917°E

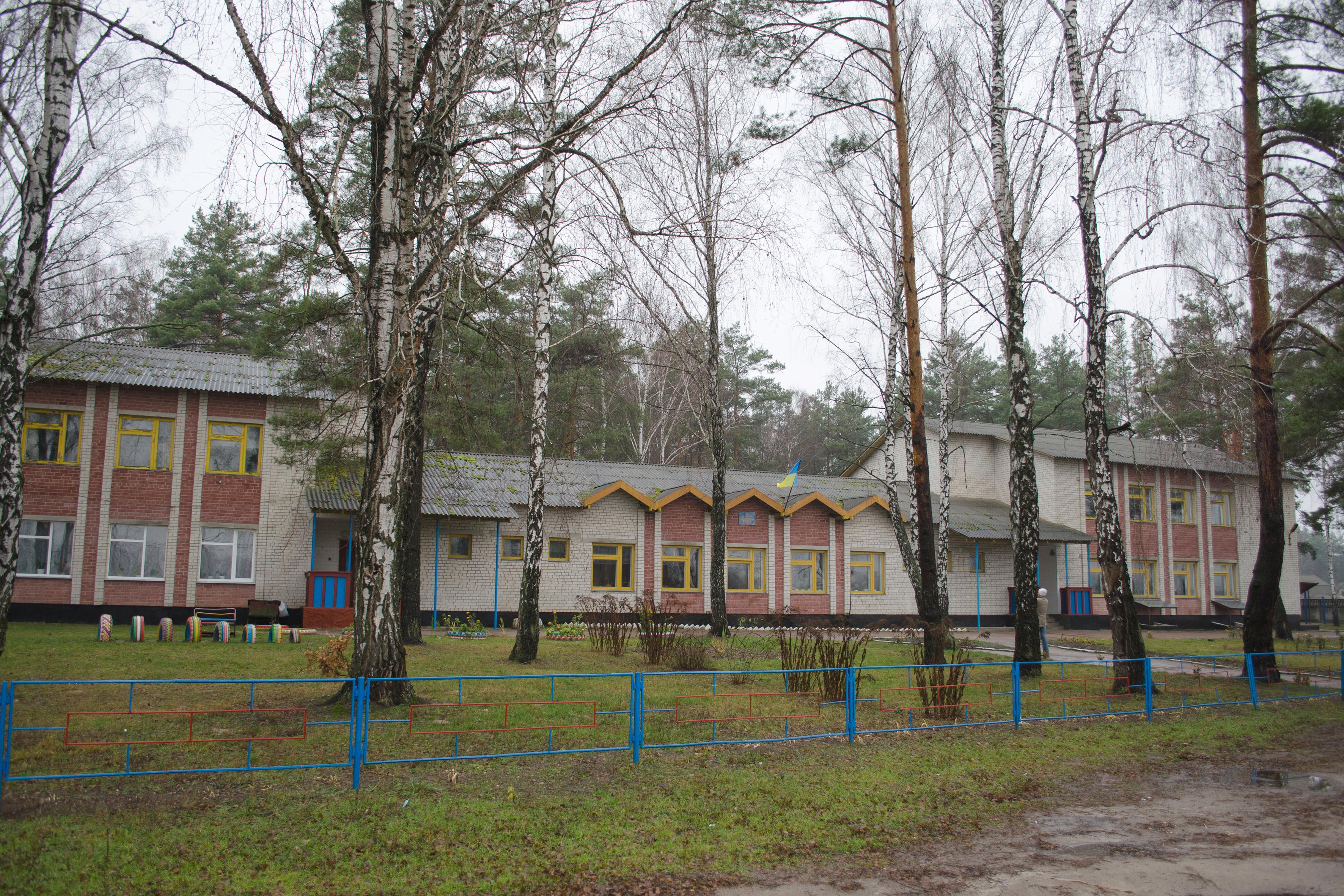
学校

亞吉德涅（羅馬化：Yahidne）是烏克蘭北部切爾尼希夫州切爾尼希夫區伊萬尼夫卡市鎮的村落。始建於1953年，面積0.3平方公里，海拔高度112米，2001年人口399，人口密度每平方公里1,330人。